# Vogelgrun
Vogelgrun è un comune francese di 638 abitanti situato nel dipartimento dell'Alto Reno nella regione del Grand Est, confinante col tedesco Breisach am Rhein.

## Società

### Evoluzione demografica
Abitanti censiti